# 비추가

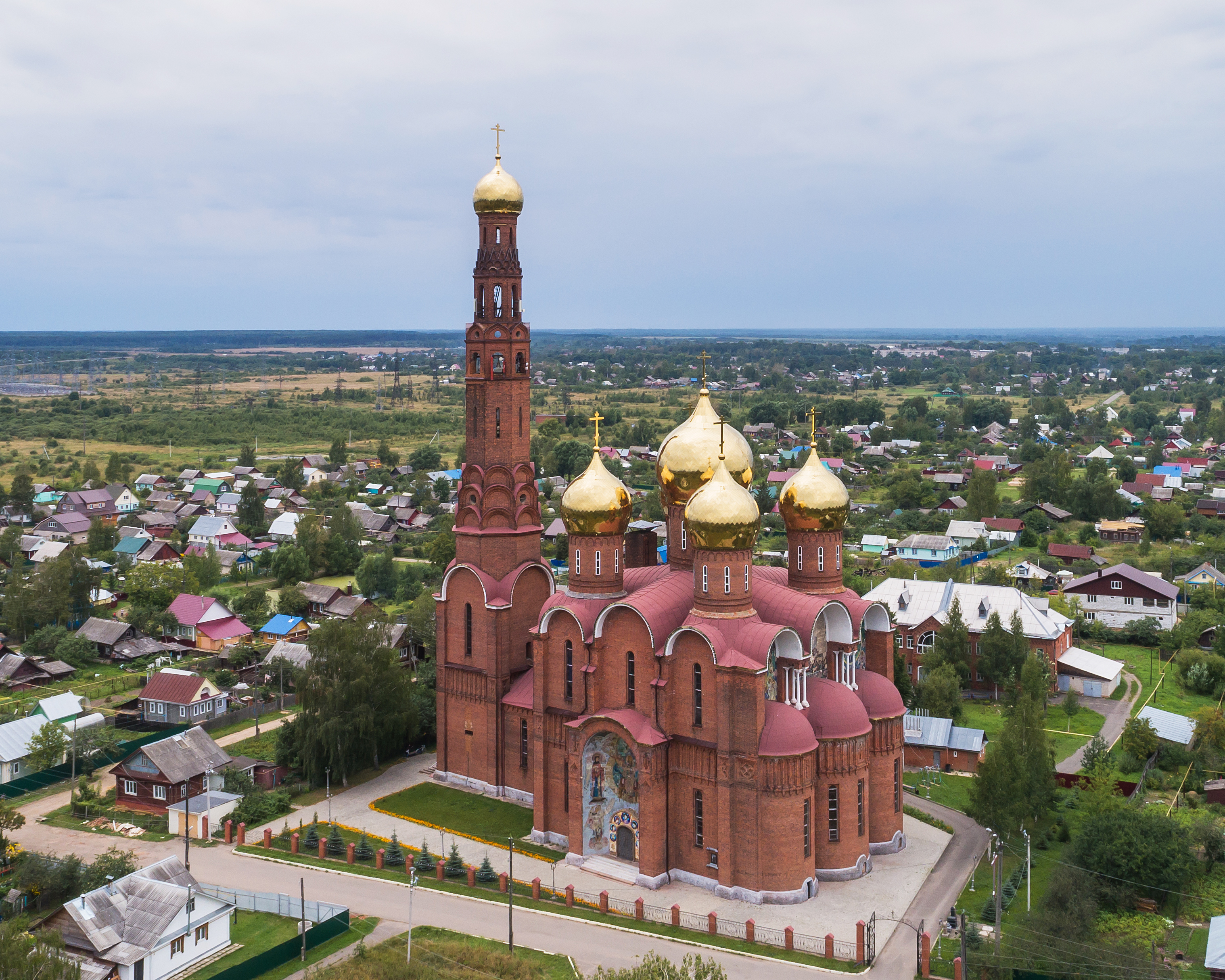

비추가(러시아어: Ви́чуга)는 러시아 이바노보주의 도시이다. 비축스키 군의 중심지이며 이바노보에서 북동쪽으로 65km 떨어진 곳에 위치한다. 인구는 39,700명(2005년 기준, 2002년: 40,870명, 1970년: 53,000명)이다. 1504년 이반 대제에 의해 설립되었다.